# Військова посада

## Визначення
Військові посади (штатні посади, що підлягають заміщенню військовослужбовцями) і відповідні їм військові звання передбачаються у штатах (штатних розписах) військових частин, кораблів, органів військового управління, установ, організацій, вищих військових навчальних закладів та військових навчальних підрозділів вищих навчальних закладів.

## Переліки посад
Перелік посад, що підлягають заміщенню вищим офіцерським складом, затверджується Президентом України, а посад інших військовослужбовців — Міністерством оборони України.
Перелік посад, які не можуть бути заміщені іноземцями чи особами без громадянства, визначається Генеральним штабом Збройних Сил України.
Окремі військові посади в мирний час можуть заміщатися (на умовах строкового трудового договору) цивільними особами в порядку, встановленому Міністерством оборони України, або резервістами в порядку, встановленому Генеральним штабом Збройних Сил України.
Військові посади, передбачені штатами воєнного часу, при переведенні Збройних Сил України, інших військових формувань на організацію і штати воєнного часу підлягають заміщенню резервістами або іншими військовозобов'язаними в порядку, визначеному Генеральним штабом Збройних Сил України.

## Військова посадова особа
Військові посадові особи — це військовослужбовці, які обіймають штатні посади, пов'язані з виконанням організаційно-розпорядчих чи адміністративно-господарських обов'язків, або які спеціально уповноважені на виконання таких обов'язків згідно із законодавством.

## Порядок призначення на посади
Порядок призначення на військові посади встановлюється Конституцією України, законами України, положеннями про проходження військової служби, про проходження громадянами України служби у військовому резерві.